# Mike Groff
Mike Groff, född den 16 november 1961 i Van Nuys, Kalifornien, USA, är en amerikansk racerförare. Han är bror till racerföraren Robbie Groff.

## Racingkarriär
Groff vann Indy Lights säsongen 1989. Han tävlade därefter i PPG IndyCar World Series för bland annat Rahal-Hogan Racing i början av 1990-talet. Groff var inte särskilt framgångsrik i CART-sammanhang, med en sjätteplats som bästa resultat. Efter ett år utan mer än deltagande i Indianapolis 500 1995 kom Groff att börja tävla i Indy Racing League. Efter att ha misslyckats att kvala in till Indy 500 hela tre gånger så kunde han nå bättre resultat i den nya och på den tiden lågkvalitativa serien. Under en period säsongen 1997 ledde Groff mästerskapet, utan att någonsin vinna någon tävling. Han föll dock tillbaka sedan han börjat göra sämre resultat, och till slut blivit av med körningen i Byrd-Cunningham Racing. Efter en start i Indianapolis 500 1998 avslutade Groff sin aktiva karriär.